# Каскадно-адгезійна сепарація
Каскадно-адгезійна сепарація (рос. каскадно-адгезионная сепарация, англ. cascade-adhesion separation, нім. Kaskaden-Adhäsivscheidung f) — спосіб збагачення гідрофобних зернистих матеріалів, в першу чергу вугілля. Суть процесу полягає в тому, що вихідний вугільний матеріал (шлам, фугат, фільтрат) густиною переважно 150—250 г/л кондиціонують з вуглеводневими реагентами, скидають одержану пульпу в режимі «водоспад» з великої висоти в спеціальну ванну, де внаслі-док удару протікає аерація, пінний продукт піддають масляній агрегації. Як вуглеводневий реагент застосовують гас.
Процес випробувано на напівпромисловій установці в умовах Донецького КХЗ (70-і роки) і впроваджено на вуглезбагачувальній фабриці Череповецького металургійного заводу. При зольності твердої фази вихідного продукту 24-29 % (клас –0,5 мм 65 %) концентрат пінного продукту К.а.с. мав зольність 17-20 %, а аґломерат масляної агрегації зольність 3-3,5 %. Зольність відходів 72-81 %.